# Platan-familien
Familien er udbredt med nogle få arter i Europa, Vestasien og Nordamerika. De tilhører alle én slægt:
| Slægter |

- Platan (Platanus)